# 2005 NBA Draft
NBA Draft w 2005 roku odbył się 28 czerwca, w Madison Square Garden, w Nowym Jorku. Po raz pierwszy w historii draftu NBA numerem pierwszym został Australijczyk, a mianowicie Andrew Bogut. Z numerem 57 został wybrany Polak Marcin Gortat. W drafcie wziął także udział mierzący 236 cm wzrostu Chińczyk – Sun Mingming. Nie został on jednak wybrany przez żadną drużynę. Gdyby któraś z drużyn wybrała chińskiego koszykarza byłby to historyczny wybór, bowiem zostałby najwyższym w historii zawodnikiem NBA.

## Draft
|  | – występ w NBA All-Star Game. |

| Nr | Zawodnik                     | Narodowość          | Drużyna NBA                                                | College/Były klub                                 |
| -- | ---------------------------- | ------------------- | ---------------------------------------------------------- | ------------------------------------------------- |
| 1  | Andrew Bogut (C)             | Australia           | Milwaukee Bucks                                            | Utah                                              |
| 2  | Marvin Williams (SF)         | Stany Zjednoczone   | Atlanta Hawks                                              | North Carolina                                    |
| 3  | Deron Williams (PG)          | Stany Zjednoczone   | Utah Jazz (z Portland)                                     | Illinois                                          |
| 4  | Chris Paul (PG)              | Stany Zjednoczone   | New Orleans Hornets                                        | Wake Forest                                       |
| 5  | Raymond Felton (PG)          | Stany Zjednoczone   | Charlotte Bobcats                                          | North Carolina                                    |
| 6  | Martell Webster (G/F)        | Stany Zjednoczone   | Portland Trail Blazers (z Utah)                            | Seattle Preparatory School (Seattle, WA)          |
| 7  | Charlie Villanueva (PF)      | Stany Zjednoczone   | Toronto Raptors                                            | UConn                                             |
| 8  | Channing Frye (F/C)          | Stany Zjednoczone   | New York Knicks                                            | Arizona                                           |
| 9  | Ike Diogu (PF)               | Stany Zjednoczone   | Golden State Warriors                                      | Arizona State                                     |
| 10 | Andrew Bynum (C)             | Stany Zjednoczone   | Los Angeles Lakers                                         | St. Joseph’s High School (Metuchen)               |
| 11 | Fran Vázquez (PF)            | Hiszpania           | Orlando Magic                                              | Unicaja Málaga (Hiszpania)                        |
| 12 | Jarosław Korolew (SF)        | Rosja               | Los Angeles Clippers                                       | CSKA Moskwa (Rosja)                               |
| 13 | Sean May (PF)                | Stany Zjednoczone   | Charlotte Bobcats (z Cleveland przez Phoenix)              | North Carolina                                    |
| 14 | Rashad McCants (SG)          | Stany Zjednoczone   | Minnesota Timberwolves                                     | North Carolina                                    |
| 15 | Antoine Wright (SG)          | Stany Zjednoczone   | New Jersey Nets                                            | Texas A&M                                         |
| 16 | Joey Graham (SF)             | Stany Zjednoczone   | Toronto Raptors (z Philadelphia przez Denver i New Jersey) | Oklahoma State                                    |
| 17 | Danny Granger (F)            | Stany Zjednoczone   | Indiana Pacers                                             | New Mexico                                        |
| 18 | Gerald Green (G/F)           | Stany Zjednoczone   | Boston Celtics                                             | Gulf Shores Academy (Houston)                     |
| 19 | Hakim Warrick (SF)           | Stany Zjednoczone   | Memphis Grizzlies                                          | Syracuse                                          |
| 20 | Julius Hodge (G/F)           | Stany Zjednoczone   | Denver Nuggets (z Washington przez Orlando)                | NC State                                          |
| 21 | Nate Robinson (PG)           | Stany Zjednoczone   | New York Knicks (z Phoenix przez Chicago)                  | Washington                                        |
| 22 | Jarrett Jack (PG)            | Stany Zjednoczone   | Denver Nuggets                                             | Georgia Tech                                      |
| 23 | Francisco García (SG)        | Dominikana          | Sacramento Kings                                           | Louisville                                        |
| 24 | Luther Head (SG)             | Stany Zjednoczone   | Houston Rockets                                            | Illinois                                          |
| 25 | Johan Petro (C)              | Stany Zjednoczone   | Seattle SuperSonics                                        | Pau-Orthez (Francja)                              |
| 26 | Jason Maxiell (PF)           | Stany Zjednoczone   | Detroit Pistons                                            | Cincinnati                                        |
| 27 | Linas Kleiza (PF)            | Litwa               | Portland Trail Blazers (z Dallas przez Utah)               | Missouri                                          |
| 28 | Ian Mahinmi (F/C)            | Francja             | San Antonio Spurs                                          | Le Havre (Francja)                                |
| 29 | Wayne Simien (PF)            | Stany Zjednoczone   | Miami Heat                                                 | Kansas                                            |
| 30 | David Lee (PF)               | Stany Zjednoczone   | New York Knicks (z Phoenix przez San Antonio)              | Florida                                           |
| 31 | Salim Stoudamire (SG)        | Stany Zjednoczone   | Atlanta Hawks                                              | Arizona                                           |
| 32 | Daniel Ewing (PG)            | Stany Zjednoczone   | Los Angeles Clippers (z Charlotte)                         | Duke                                              |
| 33 | Brandon Bass (PF)            | Stany Zjednoczone   | New Orleans Hornets                                        | LSU                                               |
| 34 | C.J. Miles (SG)              | Stany Zjednoczone   | Utah Jazz                                                  | Skyline High School (Dallas)                      |
| 35 | Ricky Sánchez (C)            | Portoryko           | Portland Trail Blazers                                     | IMG Academy                                       |
| 36 | Ersan İlyasova (F)           | Turcja              | Milwaukee Bucks                                            | Ülker (Turcja)                                    |
| 37 | Ronny Turiaf (PF)            | Francja             | Los Angeles Lakers (z New York przez Atlanta i Charlotte)  | Gonzaga                                           |
| 38 | Travis Diener (PG)           | Stany Zjednoczone   | Toronto Raptors (przeniesiony do Orlando)                  | Marquette                                         |
| 39 | Von Wafer (SG)               | Stany Zjednoczone   | Los Angeles Lakers                                         | Florida State                                     |
| 40 | Monta Ellis (PG)             | Stany Zjednoczone   | Golden State Warriors                                      | Lanier High School (Jackson)                      |
| 41 | Roko Ukić (PG)               | Chorwacja           | Toronto Raptors (z Orlando)                                | KK Split (Chorwacja i Liga Adriatycka)            |
| 42 | Chris Taft (F/C)             | Stany Zjednoczone   | Golden State Warriors (z L.A. Clippers przez New Jersey)   | Pittsburgh                                        |
| 43 | Mile Ilić (C)                | Serbia i Czarnogóra | New Jersey Nets                                            | KK Reflex (Serbia i Czarnogóra i Liga Adriatycka) |
| 44 | Martynas Andriuškevičius (C) | Litwa               | Orlando Magic (z Cleveland)                                | Žalgiris (Litwa)                                  |
| 45 | Lou Williams (SG)            | Stany Zjednoczone   | Philadelphia 76ers                                         | South Gwinnett High School (Snellville, GA)       |
| 46 | Eražem Lorbek (F/C)          | Słowenia            | Indiana Pacers                                             | Fortitudo Bologna (Włochy)                        |
| 47 | Bracey Wright (SG)           | Stany Zjednoczone   | Minnesota Timberwolves                                     | Indiana                                           |
| 48 | Mickaël Gelabale (SF)        | Francja             | Seattle SuperSonics (z Memphis)                            | Real Madrid (Hiszpania)                           |
| 49 | Andray Blatche (F/C)         | Stany Zjednoczone   | Washington Wizards                                         | South Kent HS (Connecticut)                       |
| 50 | Ryan Gomes (F)               | Stany Zjednoczone   | Boston Celtics                                             | Providence                                        |
| 51 | Robert Whaley (PF)           | Stany Zjednoczone   | Utah Jazz (z Chicago przez Houston)                        | Walsh                                             |
| 52 | Axel Hervelle (PF)           | Belgia              | Denver Nuggets                                             | Real Madrid (Hiszpania)                           |
| 53 | Orien Greene (SG)            | Stany Zjednoczone   | Boston Celtics (z Sacramento)                              | Louisiana-Lafayette                               |
| 54 | Dijon Thompson (G/F)         | Stany Zjednoczone   | Phoenix Suns (z New York przez Houston)                    | UCLA                                              |
| 55 | Lawrence Roberts (PF)        | Stany Zjednoczone   | Seattle SuperSonics                                        | Mississippi State                                 |
| 56 | Amir Johnson (SF)            | Stany Zjednoczone   | Detroit Pistons                                            | Westchester High School (Los Angeles)             |
| 57 | Marcin Gortat (F/C)          | Polska              | Phoenix Suns (z Dallas przez New Orleans)                  | RheinEnergie Köln (Niemcy)                        |
| 58 | Uroš Slokar (SF)             | Słowenia            | Toronto Raptors (z Miami)                                  | Snaidero Udine (Włochy)                           |
| 59 | Cenk Akyol (PG)              | Turcja              | Atlanta Hawks (z San Antonio)                              | Efes Pilsen (Turcja)                              |
| 60 | Alex Acker (SG)              | Stany Zjednoczone   | Detroit Pistons (z Utah przez Phoenix)                     | Pepperdine                                        |

## Niewybrani
Lista zawodników, których nie wybrała żadna drużyna.
- Chuck Hayes (PF), Kentucky
- Randolph Morris (C), Kentucky
- Dwayne Jones (C), Saint Joseph’s
- Shavlik Randolph (PF), Duke
- Luke Schenscher (C),  Australia i Georgia Tech
- Sun Mingming (C),  Chiny
- Roger Powell (SF), Illinois